# Canton de Lagny-sur-Marne
Le canton de Lagny-sur-Marne est une circonscription électorale française située dans le département de Seine-et-Marne et la région Île-de-France.
À la suite du redécoupage cantonal de 2014, les limites territoriales du canton sont remaniées. Le nombre de communes du canton passe de 4 à 14.

## Représentation

### Conseillers généraux de 1833 à 2015
| Période | Période      | Identité                          | Étiquette       | Qualité |
| ------- | ------------ | --------------------------------- | --------------- | --- |
| 1833    | 1842         | Jean-Baptiste Chabaneaux          |                 | Propriétaire à Pomponne et à Chessy Meunier à Lagny et à Thorigny |
| 1842    | 1854         | Jean Alexandre Parfait Lafontaine |                 | Propriétaire et notaire à Lagny-sur-Marne Ancien maire de Chelles (1815-1816) |
| 1854    | 1867         | Charles-Amédée de Jonquières      |                 | Ancien officier Maire de Chanteloup |
| 1867    | 1877         | Baron Alphonse de Rothschild      | Droite          | Régent de la Banque de France Conseiller municipal de Ferrières-en-Brie |
| 1877    | 1891 (décès) | Louis-Alexandre Foucher de Careil | Centre gauche   | Editeur Sénateur (1882-1891) Lagny-sur-Marne |
| 1891    | 1934 (décès) | Gaston Menier                     | Rad.            | Industriel chocolatier Maire de Lognes (1882-1890) Maire de Bussy-Saint-Martin (1890-1913) Maire de Noisiel (1913-1934) Propriétaire à Paris Député (1898-1909) Sénateur (1909-1934) |
| 1934    | 1940         | Albert Nast                       | RG              | Médecin à Chelles, conseiller d'arrondissement Député de Seine-et-Marne (1931-1936)                                                                                                  |
|         |              |                                   |                 | |
| 1945    | 1949         | Suzanne Barthès                   | SFIO            | Médecin Maire de Thorigny-sur-Marne |
| 1949    | 1955         | Marcel Lestat                     | RPF puis Rad.   | Maire de Chelles (1948-1953) |
| 1955    | 1973         | Guy Chavanne                      | DVD             | Cadre de banque Député (1958-1962) Maire de Torcy |
| 1973    | 1979         | René Lallemant                    | DVD puis RPR    | Maire de Lagny-sur-Marne (1971-1977) |
| 1979    | 1985         | François Hanrot                   | PS              | Conseiller régional |
| 1985    | 1998         | Claude Avisse                     | RPR             | Agent d'assurances retraité Maire de Lagny-sur-Marne (1977-1995) |
| 1998    | 2011         | Vincent Toni                      | UDF-DL puis UMP | Maire de Gouvernes (1995-2012) |
| 2011    | 2015         | Sinclair Vouriot                  | CNIP            | Cadre de direction Maire de Saint-Thibault-des-Vignes (2003 à 2024) |

### Conseillers d'arrondissement (de 1833 à 1940)
Le canton de Lagny avait deux conseillers d'arrondissement à partir de 1926.
| Période                                  | Période          | Identité                                 | Étiquette       | Qualité |
| ---------------------------------------- | ---------------- | ---------------------------------------- | --------------- | --- |
| 1833                                     | 1842             | Pierre Augustin Pillaut (1789-1854)      |                 | Notaire et industriel à Lagny, propriétaire à Paris                                                         |
| 1842                                     | 1845             | M. Leprieur fils                         |                 | Propriétaire à Saint-Denis-du-Port                                                                          |
|                                          |                  |                                          |                 | |
| 1848                                     | 1874             | Toussaint Verneau (1806-1884)            |                 | Propriétaire à Thorigny, juge de paix                                                                       |
| 1874                                     |                  | Frédéric Aureau                          |                 | Ancien notaire, propriétaire à Lagny                                                                        |
|                                          |                  |                                          |                 | |
| avant 1882                               | 1887 (décès)     | Justin Johannet (1821-1887)              |                 | Médecin à Chelles                                                                                           |
|                                          | 1883             | Victor-Sulpice Charpentier               |                 | Marchand de bois et quincaillier                                                                            |
| 1883                                     | 1895             | Émile-Adolphe Quillard                   |                 | Ancien capitaine de la compagnie des mobiles, maire de Lagny                                                |
| 1887                                     | 1895             | Jean Marie Labrousse                     | Républicain     | Rentier, ancien maire de Torcy (1874-1878)                                                                  |
| 1895                                     | 1904             | Charles-Louis-Alfred Brébion (1849-1917) | Républicain     | Notaire, adjoint puis maire de Lagny                                                                        |
| 1895                                     | 1904             | Alexandre Gaillard (1833-1905)           | Républicain     | Agriculteur à la Ferme de Rutel, conseiller municipal de Thorigny                                           |
| 1904                                     | 1919             | Alfred Fuchs                             | Radical         | Docteur en médecine à Lagny, ancien chef de laboratoire à la Faculté de médecine de Paris                   |
| 1904                                     | 1928             | Alexandre Bickart (1857-1932)            | Radical         | Métreur, maire de Chelles (1903-1911 et 1925-1929)                                                          |
| 1919                                     | 1928             | Emmanuel Grévin                          |                 | Industriel à Lagny                                                                                          |
| 1928                                     | 1940             | Jean Broc                                | URD             | Maire de Torcy                                                                                              |
| 1928                                     | 1934             | Albert Nast                              | Union nationale | Médecin à Chelles, externe des hôpitaux de Paris, député de Seine-et-Oise (1931-1936)                       |
| 1934                                     | 1939 (démission) | Louis Vidal                              | RG              | Maire de Pomponne                                                                                           |
| 1939                                     | 1940             | Émile Paulé                              | PSF             | Maire de Chanteloup-en-Brie                                                                                 |
| 1940                                     |                  |                                          |                 | Les conseils d'arrondissement ont été suspendus par la loi du 12 octobre 1940 et n'ont jamais été réactivés |
| Les données manquantes sont à compléter. |                  |                                          |                 | |

### Conseillers départementaux à partir de 2015
| Période élective | Période élective | Mandat | Mandat   | Identité             | Nuance | Nuance | Qualité |
| ---------------- | ---------------- | ------ | -------- | -------------------- | ------ | ------ | --- |
| 2015             | 2021             | 2015   | 2021     | Geneviève Sert       |        | UDI    | Directrice d'EHPAD (retraitée) Adjointe au maire de Lagny-sur-Marne Vice-présidente de Seine-et-Marne Sixième vice-présidente chargée de la formation supérieure, professionnelle et de la présence médicale |
| 2015             | 2021             | 2015   | 2021     | Sinclair Vouriot     |        | CNIP   | Cadre de direction (retraité) Maire de Saint-Thibault-des-Vignes depuis 2003 |
| 2021             | 2028             | 2021   | en cours | Bouchra Fenzar-Rizki |        | LR     | Opticienne Première adjointe au maire de Lagny-sur-Marne 13e vice-présidente chargée des sports |
| 2021             | 2028             | 2021   | en cours | Christian Robache    |        | HOR    | Directeur commercial Cadre Maire Agir puis Horizons de Montévrain 11e vice-président chargé de la sécurité et des bâtiments départementaux                                                                   |

### Résultats détaillés

#### Élections de mars 2015
À l'issue du 1er tour des élections départementales de 2015, deux binômes sont en ballottage : Geneviève Sert et Sinclair Vouriot (Union de la Droite, 33,95 %) et Nadine Dodon et Fabrice Paris (FN, 28,03 %). Le taux de participation est de 44,45 % (17 471 votants sur 39 302 inscrits) contre 44,94 % au niveau départemental et 50,17 % au niveau national.
Au second tour, Geneviève Sert et Sinclair Vouriot (Union de la Droite) sont élus avec 68,03 % des suffrages exprimés et un taux de participation de 44,01 % (10 582 voix pour 17 300 votants et 39 308 inscrits).

#### Élections de juin 2021
Le premier tour des élections départementales de 2021 est marqué par un très faible taux de participation (33,26 % au niveau national). Dans le canton de Lagny-sur-Marne, ce taux de participation est de 28,97 % (12 529 votants sur 43 249 inscrits) contre 27,81 % au niveau départemental. À l'issue de ce premier tour, deux binômes sont en ballottage : Bouchra Fenzar-Rizki et Christian Robache (LR, 26,85 %) et Thibaud Guillemet et Karine Merel (Union à gauche avec des écologistes, 20,64 %).
Le second tour des élections est marqué une nouvelle fois par une abstention massive équivalente au premier tour. Les taux de participation sont de 34,36 % au niveau national, 30,02 % dans le département et 31,09 % dans le canton de Lagny-sur-Marne. Bouchra Fenzar-Rizki et Christian Robache (LR) sont élus avec 58,22 % des suffrages exprimés (7 309 voix pour 13 447 votants et 43 254 inscrits),,. 

## Composition

### Composition de la création du canton à 1982
Communes de :
- Brou-sur-Chantereine (jusqu'en 1964)
- Bussy-Saint-Georges (jusqu'en 1975)
- Bussy-Saint-Martin (jusqu'en 1975)
- Chalifert
- Champs-sur-Marne (jusqu'en 1975)
- Chanteloup-en-Brie
- Chelles (jusqu'en 1964)
- Chessy
- Collégien (jusqu'en 1975)
- Conches
- Coupvray
- Croissy-Beaubourg (jusqu'en 1975)
- Dampmart
- Émerainville (jusqu'en 1975)
- Ferrières-en-Brie (jusqu'en 1975)
- Gouvernes
- Jablines
- Jossigny
- Lagny-sur-Marne
- Lesches
- Lognes (jusqu'en 1975)
- Montévrain
- Noisiel (jusqu'en 1975)
- Pomponne
- Saint-Thibault-des-Vignes
- Thorigny-sur-Marne
- Torcy (jusqu'en 1975)
- Vaires-sur-Marne (jusqu'en 1964)

1964 : création du canton de Chelles
1975 : création du canton de Champs-sur-Marne.

### Composition de 1982 à 2015
Le canton de Lagny-sur-Marne regroupait quatre communes.
| Nom                         | Code Insee | Intercommunalité        | Superficie (km2) | Population (dernière pop. légale) | Densité (hab./km2) |
| --------------------------- | ---------- | ----------------------- | ---------------- | --------------------------------- | ------------------ |
| Lagny-sur-Marne (chef-lieu) | 77243      | CA de Marne et Gondoire | 5,72             | 21 302 (2014)                     | 3 724              |
| Gouvernes                   | 77209      | CA de Marne et Gondoire | 2,72             | 1 137 (2014)                      | 418                |
| Pomponne                    | 77372      | CA de Marne et Gondoire | 7,17             | 3 701 (2014)                      | 516                |
| Saint-Thibault-des-Vignes   | 77438      | CA de Marne et Gondoire | 4,70             | 6 335 (2014)                      | 1 348              |

### Composition à partir de 2015
Le canton de Lagny-sur-Marne regroupe désormais quatorze communes.
| Nom                                     | Code Insee | Intercommunalité        | Superficie (km2) | Population (dernière pop. légale) | Densité (hab./km2) | Modifier                                    |
| --------------------------------------- | ---------- | ----------------------- | ---------------- | --------------------------------- | ------------------ | ------------------------------------------- |
| Lagny-sur-Marne (bureau centralisateur) | 77243      | CA de Marne et Gondoire | 5,72             | 21 433 (2022)                     | 3 747              | modifier les données · modifier les données |
| Carnetin                                | 77062      | CA de Marne et Gondoire | 1,61             | 457 (2022)                        | 284                | modifier les données · modifier les données |
| Chalifert                               | 77075      | CA de Marne et Gondoire | 2,42             | 1 581 (2022)                      | 653                | modifier les données · modifier les données |
| Chanteloup-en-Brie                      | 77085      | CA de Marne et Gondoire | 3,18             | 4 166 (2022)                      | 1 310              | modifier les données · modifier les données |
| Conches-sur-Gondoire                    | 77124      | CA de Marne et Gondoire | 1,52             | 1 751 (2022)                      | 1 152              | modifier les données · modifier les données |
| Dampmart                                | 77155      | CA de Marne et Gondoire | 5,92             | 3 655 (2022)                      | 617                | modifier les données · modifier les données |
| Gouvernes                               | 77209      | CA de Marne et Gondoire | 2,72             | 1 175 (2022)                      | 432                | modifier les données · modifier les données |
| Guermantes                              | 77221      | CA de Marne et Gondoire | 1,26             | 1 151 (2022)                      | 913                | modifier les données · modifier les données |
| Jablines                                | 77234      | CA de Marne et Gondoire | 8,04             | 665 (2022)                        | 83                 | modifier les données · modifier les données |
| Lesches                                 | 77248      | CA de Marne et Gondoire | 4,03             | 767 (2022)                        | 190                | modifier les données · modifier les données |
| Montévrain                              | 77307      | CA de Marne et Gondoire | 5,44             | 14 847 (2022)                     | 2 729              | modifier les données · modifier les données |
| Pomponne                                | 77372      | CA de Marne et Gondoire | 7,17             | 4 149 (2022)                      | 579                | modifier les données · modifier les données |
| Saint-Thibault-des-Vignes               | 77438      | CA de Marne et Gondoire | 4,70             | 6 793 (2022)                      | 1 445              | modifier les données · modifier les données |
| Thorigny-sur-Marne                      | 77464      | CA de Marne et Gondoire | 5,17             | 10 405 (2022)                     | 2 013              | modifier les données · modifier les données |
| Canton de Lagny-sur-Marne               | 7709       |                         | 58,90            | 72 995 (2022)                     | 1 239              | modifier les données                        |

## Démographie

### Démographie avant 2015
| 1975   | 1982   | 1990   | 1999   | 2006   | 2011   | 2012   |
| ------ | ------ | ------ | ------ | ------ | ------ | ------ |
| 19 842 | 22 961 | 26 828 | 30 030 | 30 910 | 31 213 | 31 271 |

### Démographie depuis 2015
En 2022, le canton comptait 72 995 habitants, en évolution de +9,61 % par rapport à 2016 (Seine-et-Marne : +3,92 %, France hors Mayotte : +2,11 %).
| 2013   | 2018   | 2022   |
| ------ | ------ | ------ |
| 62 697 | 69 534 | 72 995 |